# Survivor: San Juan del Sur
Survivor: San Juan del Sur (v anglickém originále Survivor: San Juan del Sur) je dvacátá devátá řada americké reality show Survivor. Natáčela se na přelomu června a července roku 2014 a premiérově byla vysílána na CBS od 24. září do 17. prosince 2014.

## Poloha a doba natáčení
Série se odehrávala v Nikaragui, konkrétně v oblasti San Juan del Sur. Natáčela se od 2. června do 10. července 2014.